# デビッド・ギルバート
デビッド・ギルバート（David Gilbert）は、南イリノイ大学の教授（准教授）。自動車工学を専攻分野とする。
2009年から2010年にかけて表面化したトヨタ自動車の大規模リコール (2009年-2010年)に関連して、トヨタ車の欠陥をアメリカ議会で証言したことにより有名になった。のち証言内容は虚偽であることが発覚した。

## トヨタ・バッシングのための捏造実験
2009年から2010年にかけて北米を中心に発生した「トヨタ・バッシング」において、トヨタ車に乗った交通事故が多発した理由は、トヨタ車の構造的欠陥であると嫌疑がかけられ、トヨタ車は大規模リコールを行った。2012年現在、米国運輸省他の公的調査の最終報告によって、トヨタ車にはいかなる問題も存在せず、したがって、一連の事故はすべて運転手の人為的ミスによることが明らかになっている。
ギルバート準教授は、このような騒動のなか、公聴会やテレビ番組で、「トヨタ車の電子制御システムに不具合があることが実証された」と証言していた。のちに、これは実験の捏造によるもので、虚偽証言であったことが発覚した。

### TV番組での実験
2010年2月22日、ABCテレビの番組において、トヨタ・アバロンの電子制御装置の配線に加工を施し、ドライバーの意思に反して急加速させる実験を行ったほか、翌2月23日にはアメリカ下院議会のエネルギー商業委員会で、トヨタ車のアクセルの電子制御システムに欠陥があるとの証言を行った。

### 反駁と実験捏造の発覚
証言後、システムの配線を変える手法を採れば、他社の自動車でも同様な状態に陥ることをトヨタ自動車ら他の機関が証明した。
また、テレビ局がタコメーターの映像を意図的に編集して放送したこと、加えて一連の実験は、トヨタに対して損害賠償請求を行う弁護団のアドバイザー（セイフティリサーチ・アンド・ストラテジー社：SRS社）が関与していたことが報道され、教授の実験が一定のバイアス下で行われていたことが明らかになった。
2010年3月、ABCテレビは、ニュース番組で放映した南イリノイ大学のデビッド・ギルバート准教授によるトヨタ車の急加速の再現実験はねつ造であったと報道した。走行中にエンジンの回転数が上がるタコメーターの映像は、停止した状態で意図的に作り出したものと説明した。

### ショーン・ケーンからの資金提供
その後、ギルバート准教授は、ショーン・ケーンという人物に雇われていたと各メディアが報じた。ショーン・ケーンの経営する会社Safety Research & Strategies社は、数年前以上前からトヨタ車の不具合だけを集中的に扱い、また、トヨタ訴訟の顧問をつとめており、動機は、裁判で得られる利益としている。また、米デトロイトニュース紙は「2月23日の公聴会で、ギルバート氏はショーン・ケーン氏から資金を支払われていた」と伝えた。
ショーン・ケインは、2003-04年の6ヶ月間に2002-04年型カムリの急加速による8人の死亡事故がNHTSAに報告されていたとしたが、SRS社は社長が1人の個人的会社であることが発覚している。
また、ミシガン大学教授ジェフリー・ライカー博士は、ショーン・ケインとロサンゼルス・タイムズの記者が急加速の原因をマットではなく、トヨタの電子制御スロットルシステムにあると執拗に主張し、この騒動をつくったが、制御機関に問題はないとした。2011年に、このライカーの見解は、米運輸省の調査で追認された。